# Вајена (Њу Џерзи)
Вајена (енгл. Vienna) насељено је место без административног статуса у америчкој савезној држави Њу Џерзи.

## Демографија
По попису из 2010. године број становника је 981.
| Група             | 2000.    | 2010.       |
| Белци             | 0 (0,0%) | 894 (91,1%) |
| Афроамериканци    | 0 (0,0%) | 7 (0,7%)    |
| Азијати           | 0 (0,0%) | 6 (0,6%)    |
| Хиспаноамериканци | 0 (0,0%) | 54 (5,5%)   |
| Укупно            | 0        | 981         |